# ELIXIR
A ELIXIR, é uma iniciativa de infraestrutura para ciências da vida visa o compartilhamentdo e armazenamendo de dados de pesquisa  de laboratórios europeus como parte de uma rede organizada. O seu objetivo é reunir organizações de pesquisa e centros de processamento de dados da Europa para coordenar a obtenção, o controle de qualidade e o armazenamento de grandes quantidades de dados biológicos produzidos por experiências de ciências biológicas. O ELIXIR visa garantir que os dados biológicos sejam integrados em um sistema  facilmente acessível pela comunidade científica.

## Missão
A missão do ELIXIR é construir uma infraestrutura europeia sustentável de informação biológica, apoiando a investigação em ciências da vida e a sua tradução para a medicina e o ambiente, as bioindústrias e a sociedade.
Os experimentos biológicos produzem grandes quantidades de resultados, que são armazenados como dados usando softwares especializados. Os países europeus tem um grande investimento  em pesquisas que produzem informações biológicas. No entanto, a coleta, armazenamento, arquivamento e integração dessas grandes quantidades de dados é um problema que não pode ser resolvido por um único país. O ELIXIR representa a união de diferentes instituições de biociências para criar uma rede integrada que aborda o complexo problema de armazenamento e gerenciamento de dados biológicos. Ao fornecer uma estrutura sustentável e distribuída para o manuseio de dados e ferramentas de recuperação de dados, a ELIXIR espera garantir o investimento em bioinformática em toda a Europa, proporcionando estabilidade para conduzir pesquisas em todas as áreas das ciências da vida, tanto na academia quanto na indústria.

## Organização e estrutura
A ELIXIR é uma organização intergovernamental que reúne recursos de bioinformática existentes. É coordenado pelo ELIXIR Hub, que é localizado em parceria com o European Molecular Biology Laboratory's European Bioinformatics Institute (EMBL -EBI) no Wellcome Trust Genome Campus em Hinxton, Cambridge.
Os membros do consórcio ELIXIR são países europeus; a comunidade científica em cada país membro desenvolve seu nó nacional, que opera os serviços e recursos que fazem parte do ELIXIR. Cada nó ELIXIR é em si uma rede de organizações nacionais de ciências da vida, coordenada por um instituto líder.
O Laboratório Europeu de Biologia Molecular (EMBL) é uma organização intergovernamental, portanto, é o único nó que não está associado a um país.
O O ELIXIR concentra esforços em torno de cinco áreas centrais de atividade, conhecidas como Plataformas . Eles cobrem dados, ferramentas, computação, interoperabilidade e treinamento. O trabalho nessas áreas visa melhorar o acesso a recursos e ferramentas de dados abertos, melhorando a conectividade, a capacidade de descoberta e o acesso ao poder computacional, bem como o desenvolvimento de treinamento para usuários e provedores de serviços para cumprir esses objetivos.
O ELIXIR oferece suporte a uma gama de comunidades auto-selecionadas, que se concentram em tópicos de alto nível, como 'Dados humanos' e 'Ciências das plantas' e disciplinas mais específicas, como 'Metabolômica' e 'Proteínas intrinsecamente desordenadas', bem como um comunidade dedicada ao software 'Galaxy'. Essas comunidades existem para desenvolver padrões de bioinformática e dados, serviços e treinamento que são necessários para facilitar que a comunidade alcance seus objetivos científicos.

### Participantes
Em agosto de 2019, os seguintes países e o EMBL-EBI assinaram o Acordo de Consórcio ELIXIR (ECA) para se tornarem membros do ELIXIR: Bélgica, República Tcheca, Dinamarca, Estônia, Finlândia, França, Alemanha, Grécia, Hungria, Irlanda, Israel, Itália, Luxemburgo, Holanda, Noruega, Portugal, Eslovênia, Espanha, Suécia, Suíça e Reino Unido.
Chipre é um país observador, trabalhando para ratificar o ECA em um futuro próximo.
Os países que assinaram o ECA têm representação alocada no Conselho do ELIXIR.
A fase preparatória do ELIXIR foi coordenada pela Professora  Janet Thornton do EMBL-EBI.
O Diretor Fundador do ELIXIR, Dr. Niklas Blomberg, assumiu seu cargo no novo ELIXIR Hub em Cambridge em maio de 2013.

## Financiamento
No final de 2012, o ELIXIR tinha concluído a sua fase preparatória de cinco anos financiada pelo Sétimo Programa-Quadro como parte do processo do Fórum Estratégico Europeu para as Infraestruturas de Investigação (ESFRI).

Em 2015, a ELIXIR recebeu um financiamento HORIZON 2020 de € 19 milhões para executar o projeto EXCELERATE. Este projeto permitiu a coordenação e a extensão dos recursos de dados nacionais e internacionais e funcionou até 31 de agosto de 2019. A ELIXIR também estabeleceu colaborações para se candidatar a outros financiamentos de grande escala para outros projetos da UE, nos quais também está envolvido em uma capacidade organizacional, por exemplo, para os projetos CORBEL, FAIRplus e EOSC-Life.